# Derült égből család
A Derült égből család (angolul: Life Unexpected) amerikai televíziós sorozat, műfaja dráma. Készítői  Liz Tigelaar és  Gary Fleder. Az első rész 2010. január 18-án került adásra az amerikai The CW Television Network csatornán. A sorozatot Magyarországon az AXN csatorna mutatta be 2010. április 6-án, mindkét évadot szinkronizálva.

## Cselekmény
A történet Portland (Oregon) városában játszódik. Az örökbe adott 15 éves Lux eddigi élete során nevelőszülőktől nevelőszülőkig sodródott, míg végül úgy döntött, saját lábára áll. Ám az önállósodáshoz szükséges jogi huzavona során kiderül, hogy biológiai apja a harmincas éveiben járó Nate Bazile, anyja pedig a helyi rádió sztárműsorvezetője, Cate Cassidy. Lux önállósodásában a döntőbíró Baze-t és Cate-et jelöli ki a lány gondviselőjéül. A "régi-friss" szülők pedig most megpróbálnak szerető otthont teremteni a lánynak.

## Szereplők
| Színész           | Szereplő                | Magyar hang   |
| ----------------- | ----------------------- | ------------- |
| Britt Robertson   | Lux Cassidy             | Csuha Bori    |
| Shiri Appleby     | Cate Cassidy            | Huszárik Kata |
| Kristoffer Polaha | Nathaniel "Baze" Bazile | Király Attila |
| Kerr Smith        | Ryan Thomas             | Zámbori Soma  |
| Austin Basis      | Matthew "Math" Rogers   | Szokol Péter  |
| Lucia Walters     | Fern Redmund            |               |
| Austin Butler     | Jones Mager             |               |
| Ksenia Solo       | Natasha Siviac          |               |
| Erin Karpluk      | Alice                   |               |

## Epizódok
| Évad | Évad | Részek száma | Részek száma | Eredeti sugárzás     | Eredeti sugárzás  | Eredeti adó | Magyar sugárzás   | Magyar sugárzás | Magyar adó |
| Évad | Évad | Részek száma | Részek száma | Évadbemutató         | Évadzáró          | Eredeti adó | Évadbemutató      | Évadzáró        | Magyar adó |
| ---- | ---- | ------------ | ------------ | -------------------- | ----------------- | ----------- | ----------------- | --------------- | ---------- |
|      | 1.   | 13           | 13           | 2010. január 18.     | 2010. április 12. | The CW      | 2010. április 6.  |                 | AXN        |
|      | 2.   | 13           | 13           | 2010. szeptember 14. | 2011. január 18.  | The CW      | 2011. április 19. |                 | AXN        |